# Liste der Bodendenkmäler in Kahl am Main
Auf dieser Seite sind die Bodendenkmäler in der unterfränkischen Gemeinde Kahl am Main zusammengestellt. Diese Tabelle ist eine Teilliste der Liste der Bodendenkmäler in Bayern. Grundlage ist die Bayerische Denkmalliste, die auf Basis des Bayerischen Denkmalschutzgesetzes vom 1. Oktober 1973 erstmals erstellt wurde und seither durch das Bayerische Landesamt für Denkmalpflege geführt wird. Die folgenden Angaben ersetzen nicht die rechtsverbindliche Auskunft der Denkmalschutzbehörde.

## Bodendenkmäler in Kahl am Main
| Lage                              | Objekt | Akten-Nr.     | Bild           |
| --------------------------------- | --- | ------------- | -------------- |
| (Standort)                        | Siedlung sowie Bestattungsplatz der Urnenfelder- und Völkerwanderungszeit mit Brand- und Körpergräbern.                                                                                            | D-6-5920-0001 | Gemeindegebiet |
| (Standort)                        | Bestattungsplatz mit Brandgräbern der Urnenfelderzeit. | D-6-5920-0036 | Gemeindegebiet |
| (Standort)                        | Begräbnisplatz vorgeschichtlicher Zeitstellung mit Bestattungen der Bronze- und der Hallstattzeit in Grabhügeln.                                                                                   | D-6-5920-0038 |                |
| (Standort)                        | Bestattungsplatz mit Brandgräbern der Urnenfelderzeit und der Hallstattzeit. | D-6-5920-0040 | Gemeindegebiet |
| (Standort)                        | Bestattungsplatz mit Körpergräbern der späten Bronzezeit. | D-6-5920-0042 |                |
| (Standort)                        | Bestattungsplatz mit Brandgräbern der älteren Urnenfelderzeit. | D-6-5920-0045 |                |
| (Standort)                        | Siedlung der Urnenfelderzeit. | D-6-5920-0046 | Gemeindegebiet |
| (Standort)                        | Siedlung der Urnenfelder- und der Karolingerzeit. | D-6-5920-0047 | Gemeindegebiet |
| (Standort)                        | Bestattungsplatz mit Gräbern der Hallstattzeit. | D-6-5920-0049 | Gemeindegebiet |
| (Standort)                        | Siedlung der Urnenfelderzeit. | D-6-5920-0092 | Gemeindegebiet |
| Hauptstraße 21 (Standort)         | Archäologische Befunde im Bereich des mittelalterlichen und frühneuzeitlichen Vorgängerbaus der katholischen Pfarrkirche St. Margaretha von Kahl am Main mit Körpergräbern im ummauerten Kirchhof. | D-6-5920-0123 | weitere Bilder |
| Schloss Emmerichshofen (Standort) | Archäologische Befunde im Bereich des frühneuzeitlichen Schlosses und Schloßparks in Emmerichshofen.                                                                                               | D-6-5920-0128 | weitere Bilder |